# Académie des beaux-arts de Tbilissi
 (22 juin 2024).
 (22 juin 2024).
Le contenu est difficilement compréhensible vu les erreurs de traduction, qui sont peut-être dues à l'utilisation d'un logiciel de traduction automatique.
L'Académie des beaux-arts de Tbilissi (en géorgien : თბილისის სახელმწიფო სამხატვრო აკადემია) est l'une des plus anciennes universités de Géorgie et du Caucase. Université publique, elle est située à Tbilissi, près de l'opéra de Tbilissi sur l'avenue Roustavéli.

## Histoire

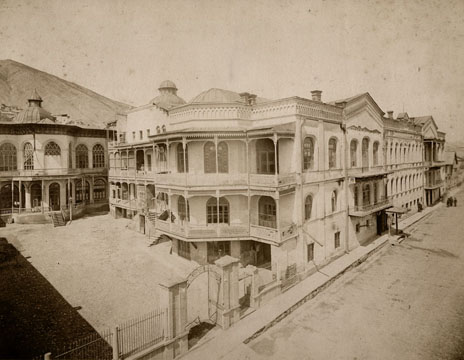
Bâtiment originel en 1884.

À la suite du décret du Commissariat du peuple  à l'Éducation, l'Académie des beaux-arts de Tbilissi a été fondée le 8 mars 1922. Quatre facultés ont été établies : peinture, sculpture, arts graphiques et architecture. En 1927, le département céramique a été ajouté. En 1922, Moïse Toïdze a fondé une école d'art offrant une formation pour les plus jeunes élèves qui souhaiteraient par la suite entrer dans l'académie. L'académie était alors située dans l'ancienne maison de maître Kobulashvili, entièrement reconstruite et rénovée par l'architecte Simon Kldiashvili en 1902.
Le personnel enseignant et les professeurs de l'Académie ont inclus les artistes suivant ; les premiers ont été Gigo Gabashvili, Iakob Nikoladze (en), Eugène Lanceray, Joseph Charlemagne, Henryk Hryniewski, Egishe Tatevosyan, Nikolay Sklifosovskiy, Nicolas Antadze, Anatoli Kalgin, Nikolaï Severov, Dimitri Chevardnadze, Michael Machavariani, Alexander Pitskhelauri, Michael Khananashvili, Boris Shebuev, Mose Toidze, Alexander Tsimakuridze, Nicolas Kandelaki, Valériane Sidamon-Eristavi, David Kakabadze, Lado Gudiashvili, George Sesiashvili, Ucha Japaridze, Shalva Amiranashvili, Apollon Kutateladze, Vasili Shukhaev, Serge Kobuladze, Silovan Kakabadze, Shota Mikatadze, David Tsitsishvili, Zakro Maisuradze et Lado Grigolia. En février 2019, Sencer Sari (en), expert en technologie céramique turque, a rejoint le département de céramique en tant que professeur invité.
L'Académie des beaux-arts de Tbilissi est située dans l'ancienne Maison de Arshakuni, depuis 1922 (architecte G. Ivanov. 1856). Les intérieurs ont été conçus par des maîtres iraniens (dans le style d´art qajar) qui travaillaient à Tbilissi. Dans le même bâtiment (jusqu'en 1937), se trouvait le studio de Ballet (la Salle des Miroirs) de Maria Perini, la conjointe d'un artiste Henryk Hryniewski, ainsi que de son propre art studio ; atelier du professeur d'académie – Gigo Gabashvili ; et les appartements familiaux de Kobulashvili.
À la suite de répressions de la part du régime soviétique, du personnel et des étudiants[pas clair], l'académie ferme ses portes de 1931 à 1933.
En 1972, un nouveau bâtiment de dix étages a été construit par les architectes A. Kurdiani, M. Chkhikvadze, L. Sumbadze, et le constructeur D. Kajaia. De 2005 à 2006, le nouveau bâtiment a été restauré par la banque Cartu Bank.

### Facultés
- Arts visuels - Doyen : David Alexidze
- Arts médiatiques - Doyen : Gia Shengelia
- Conception - Doyen : Tinatin Kldiashvili
- Architecture - Doyen : Nodar Amashukeli
- Restauration[1], Histoire de l'art et Théorie - Doyen : Nino Chogoshvili

Tous les programmes éducatifs de l'Académie des beaux-arts de Tbilissi sont menés en langue géorgienne. Pour les candidats étrangers, issus de l'enseignement secondaire sans qualifications, un test de langue géorgienne est requis[réf. nécessaire].

### Recteurs
- 1922-1926 – Giorgi Chubinashvili
- 1927-1930 – Alexandre Duduchava
- 1930-1932 – Vakhtang Kotetishvili
- 1932-1936 – Grigol Bukhnikashvili
- 1936-1942 – Silovan Kakabadze
- 1942-1948 – Ucha Japaridze
- 1948-1952 – Mamia Duduchava
- 1952-1959 – Serge Kobuladze
- 1959-1972 – Apollon Kutateladze
- 1972-1982 – Giorgi Totibadze
- 1982-1987 – Zurab Nizharadze
- 1987-1992 – Tengiz Peradze
- 1992-2003 – Soso Koyava
- 2003-2012 – Gia Bugadze
- 2012-2014 – Tinatin Kldiashvili
- 2014–présent – Gia Gugushvili

## Anciens élèves
- Djalal Garyagdi
- Arpenik Nalbandyan
- Nana Djordjadze

## Expositions
L'Académie possède plusieurs salles d'expositions dont : 
- Le Grand hall d'exposition
- Un musée, qui comprend 618 peintures, cours et œuvres de diplôme. Parmi ces œuvres, les œuvres d'art par Gigo Gabashvili, Hélène Akhvlédiani, Ludwig, Luigi Longo, Kirill Zdanevich, Tamara Balanchivadze, Moïse Toïdze, Aleksandr Tsimakuridze, Korneli Sanadze, Reno Turkia, Koki Makharadze et Zurab Gikashvili.
- le musée de la tapisserie, rue Shardin.